# Râul Reci, Secaș
Râul Reci sau Râul Reciu este un curs de apă, afluent al râului Gârbova. 